# Гоце Смилевски
Гоце Смилевски (на македонска литературна норма: Гоце Смилевски) е писател от Северна Македония.

## Биография
Роден е през 1975 година в Скопие, тогава в Югославия. Завършва общо и сравнително литературознание във Филологическия факултет „Блаже Конески“ на Скопския университет. Учи чешки език и литература в Карловия университет в Прага и защитава докторат по културология в Централноевропейския университет в Будапеща. Работи като учител по македонски език в Кавадарци.
Член е на Македонския ПЕН център.
Син е на видния учен и писател Веле Смилевски.

## Творчество
- Планетата на неискуството, Сигмапрес, 2000.
- Разговори со Спиноза, 2002, роман на годината в Република Македония.
  - Разговори със Спиноза, Колибри, София, 2010.[1]
- Сестрата на Зигмунд Фројд, 2010, носител на наградата на Европейския съюз за литература.
  - Сестрата на Зигмунд Фройд, Колибри, София, 2013.